# Falmark
Falmark is een plaats in de gemeente Skellefteå in het landschap Västerbotten en de provincie Västerbottens län in Zweden. De plaats heeft 59 inwoners (2005) en een oppervlakte van 29 hectare. De plaats ligt aan een baai van het meer Falmarksträsket. Vlak bij de plaats ligt het vliegveld Skellefteå flygplats, dit vliegveld wordt soms ook wel Falmark genoemd.